# NGC 4925
NGC 4925 est une petite galaxie lenticulaire située dans la constellation de la Vierge. Sa vitesse par rapport au fond diffus cosmologique est de 3 758 ± 38 km/s, ce qui correspond à une distance de Hubble de 55,4 ± 3,9 Mpc (∼181 millions d'al). NGC 4925 a été découverte par l'astronome germano-britannique William Herschel en 1789.
À ce jour, une mesure non basée sur le décalage vers le rouge (redshift) donne une distance d'environ 43,600 Mpc (∼142 millions d'al). Cette valeur est à l'extérieur des valeurs de la distance de Hubble, mais compatible avec celles-ci. Notons cependant que c'est avec la valeur moyenne des mesures indépendantes, lorsqu'elles existent, que la base de données NASA/IPAC calcule le diamètre d'une galaxie et qu'en conséquence le diamètre de NGC 4925 pourrait être d'environ 9,67 kpc (∼31 500 al) si on utilisait la distance de Hubble pour le calculer.